# Tranzitivnost
Tranzitivnost je matematična lastnost relacije, pri kateri iz odnosa prvega elementa z drugim in drugega s tretjim sledi isti odnos prvega elementa s tretjim:
{\displaystyle \forall x,y,z\in A:xRy\land yRz\Rightarrow xRz\!\,.}
Tranzitivnost je ena od treh lastnosti, ki poleg refleksivnosti in simetričnost opredeljujejo ekvivalenčno relacijo.

## Primeri

### Tranzitivne relacije
V matematiki:
- "je enako" (enakost)
- "je podmnožica"
- "je manjše kot"
- "je večje kot"
- "je večje ali enako kot".

Izven matematike:
- "je prednik" (Če je na primer Ana prednica Maje in Maja prednica Petre, potem je tudi Ana prednica Petre.).

### Netranzitivne relacije
V matematiki:
- "je element iz množice" ({\displaystyle \in }).

Izven matematike:
- "je hči" (Če je na primer Ana hči Maje in Maja hči Petre, to ne pomeni, da je Ana hči Petre.).